# 南长街 (北京)
39°54′30″N 116°23′08″E / 39.90835°N 116.38555°E
南长街是位于北京市西城区中部的一条道路。
註：北京市西城區中部另有一條北長街

## 简介
南长街北起西华门大街，南到西长安街。清朝始称“南长街”。旧时，该街南端不通行。1913年，将该街南端的皇城墙辟门，使该街直达西长安街。1965年北京市整顿地名，将大悲院、真武庙、南长街头条、二条、三条、四条等巷并入，仍然称“南长街”。